# فيينا

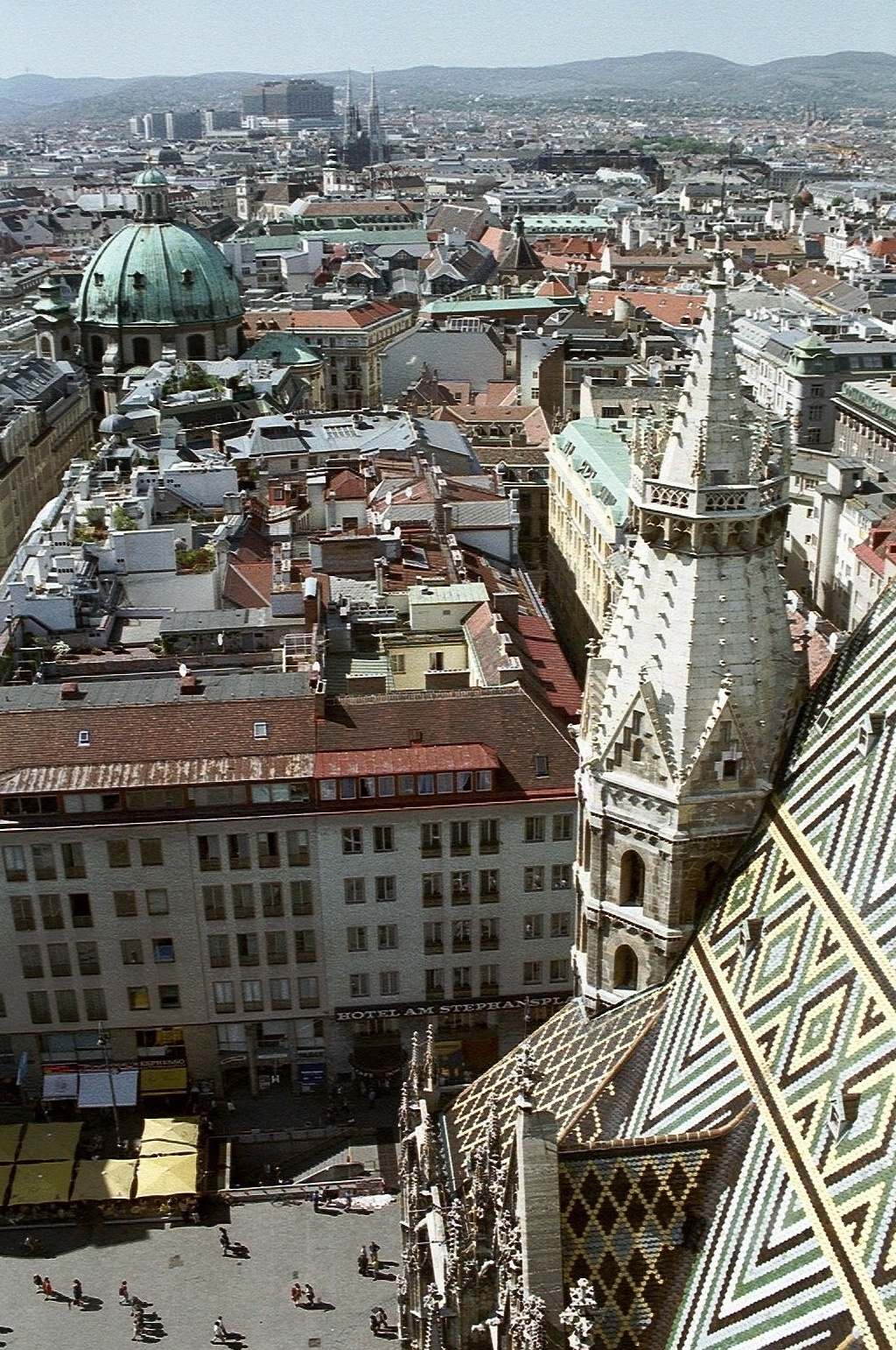
منظر للعاصمة.

فِييَنَّا أو وِيَانَة^ (بالألمانية: Wien) هي عاصمة النمسا وأكبر مدنها من حيث عدد السكان. وسميت بهذا تطويرًا عن اسمها اللاتيني القديم (فِندُوبُونَا) ومعناه الهواء الجميل أو النسيم العليل. يبلغ عدد سكان فيينا حوالي 1.7 مليون نسمة، وهي عاشر أكبر مدينة من ناحية عدد السكان في الاتحاد الأوروبي.
كانت فيينا عاصمة الإمبراطورية النمساوية المجرية وازدهرت في القرن التاسع عشر مركزًا للتعليم والأدب والموسيقى والعلوم، إلى أن تراجعت مكانتها بعد انهيار إمبراطورية هابسبورغ بعد نهاية الحرب العالمية الأولى في عام 1918. أصبحت فيينا بعد الحرب العالمية الثانية مركزًا عالميًا للمؤتمرات ومركز وكالات عالمية متعددة. وتستضيف فيينا العديد من المنظمات الدولية الكبرى مثل منظمة الأمم المتحدة ومنظمة أوبك.
تتميز فيينا بغنى ثقافي وفني كبير بفضل الإرث الإمبراطوري وكذلك الحركات الفنية الجديدة التي ظهرت في مطلع القرن مثل الـ«أرت نوفو» (الفن الحديث)، وفيها الكثير من المعالم التاريخية والمعمارية والفنية المهمة.
أُختيرت فيينا للمرة الخامسة وفقًا لتقرير مؤسسة «ميرسر» أفضل مدينة في العالم من حيث مستويات جودة المعيشة في الأعوام 2009- 2010-2014-2015- 2016-2019. كما تعتبر فيينا مدينة خضراء، حيث تحتل المساحات الخضراء أكثر من نصفها.

## الموقع والمساحة
تمتد المدينة على مساحة قدرها 415 كم² في الطرف الشرقي لسهل ضيق بين جبال كارباثيان (الكربات) وجبال الألب. ثمة ممر جبلي مهم عبر جبال كارباثيان (الكربات) يقع شرقي فيينا. وكان لموقع المدينة على تقاطع طرق المواصلات دور مهم في نموها وتطورها الاقتصادي، وتخترقها طرق التجارة والاتصالات إلى جميع الاتجاهات. وتنقسم فيينا إلى 23 منطقة كالمنطقة الأولى وهي الأهم سياحيًا باعتبارها قلب البلد وأكثرها عراقةً وأن كنا نجد أن كل منطقة لها مميزاتها.

## أبرز المعالم السياحية
يوجد في فيينا أكثر من 27 قلعة وأكثر من 150 قصرًا. ومن أبرز المعالم السياحية في فيينا وسط المدينة التاريخي وشارع الرينغ المحيط به، الذي يضم أهم المباني وعدد من المتنزهات، وأهم قصورها مثل قصر شونبرون (بالألمانية: Schloss Schönbrunn)‏، والبلاط الإمبراطوري «هوفبورغ» (بالألمانية: Hofburg)‏، وفيها الكثير من الساحات والنصب التذكارية والمقاهي الشهيرة.

### محيط وسط البلد، شارع الرينغ(بالألمانية:Ringstrasse)‏
يحيط شارع الرينغ بالبلدة القديمة، حيث أنشئ في موقع سورها القديم، وتقع على امتداده الكثير من المعالم الهامة مثل البرلمان ومبنى البلدية ومسرح القصر (بالألمانية: Burgtheater)‏ ومسرح الشعب (بالألمانية: Volkstheater)‏ ومتحفي تاريخ الفن وتاريخ الطبيعة التوأمان، ومدخل قصر الهوفبورغ (بالألمانية: Hofburg)‏ وجامعة فيينا والبورصة، ومبان تاريخية أخرى وبعض مباني أهم الوزارات والفنادق، ومتنزهات «شتاد بارك» و«فولكس غارتن» و«بورغارتن».

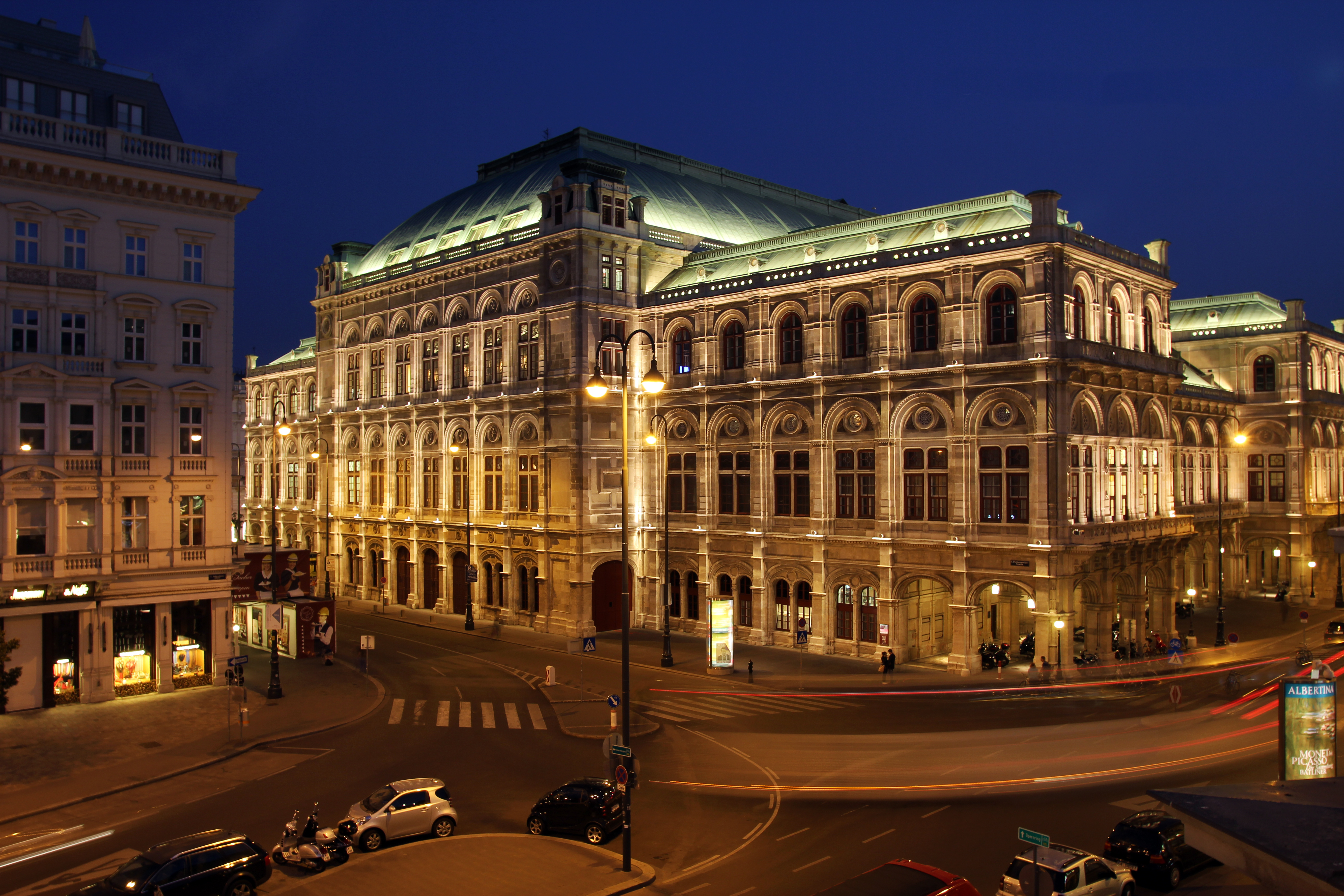
دار الأوبر في فيينا.

#### دار الأوبرا
دار الأوبرا (بالألمانية: Staatsoper)‏ في فيينا هي واحدة من أهم عناوين دور الأوبرا في العالم لما تقدمه من عروض فيها أعلى مستويات الأداء والإمكانيات الفنية. تتغير عروض المسرح يوميا إذ يقدم المسرح العريق حوالي 50 عرض أوبرا و20 عمل باليه على مدار 285 يوما في السنة مما يضع دار أوبرا فيينا في مقدمة دور الأوبرا العالمية.

#### فندق إمبريال فيينا
شيد مبنى الفندق في عام 1863 ليكون مكان إقامة الأمير وورتيمبيرغ. وحول القصر الفخم إلى فندق إمبريال بمناسبة المعرض العالمي في عام 1873، حيث اكتسب الفندق شهرة واسعة. كما يتمتع الفندق اليوم بعضوية في مجموعة ستارد وود.
يحتوي الفندق على تحف قديمة غالية الثمن، كما يضم تفاصيل تاريخية في الغرف والأجنحة التي يبلغ عددها 138، وعدلت تفاصيل المبنى لتلائم متطلبات الراحة الحديثة.
وقد أقام في الفندق الكثير من المشاهير الذين زاروا فيينا، من سياسيين وفنانين وغيرهم.

### البلدة القديمة
هو مركز فيينا وتشتمل هذه المنطقة على كثير من مباني المدينة التاريخية والمعالم الحضارية كما تشتمل على أماكن التسوق من الطراز الرفيع. وتقف في قلب المدينة القديمة كاتدرائية القديس إسطفان. يقع قصر هوفبورغ الذي يتكون من مبانٍ حديثة وهياكل تنتمي إلى العصور الوسيطة بعد عدة وحدات سكنية باتجاه الغرب (من وسط المدينة). يشتمل القصر على الغرف الملكية، التي يقيم فيها رئيس النمسا، والمكتبة الإمبراطورية ومتاحف متعددة ومدرسة ركوب الخيل الإسبانية. وفي وسط فيينا التاريخية ستشعر بصخب المدينة العصرية، فهي تتضمن الكثير من مراكز المؤتمرات الدولية، مما يجعلها مقراً لانعقاد الكثير منها. وتستقطب زواراً من أكثر من 140 وجهة مختلفة ينتمون لـ 65 بلداً.
لقد كان قصرُ شينبرون المقرَّ الصيفيَّ للحكام من سلالة هابسبورغ وكان منزل الإمبراطورة الشهيرة سيسي. إنَّ أراضي القصر في الوقت الحاضر هي أكثرُ المواقع التي تُزار في النمسا. تتألف المنطقة من القصر الباروكيّ وكذلك من متنزه فاتنٍ وبيتِ نخيلٍ زجاجيّ وحديقة حيوانات. حديقة الحيوانات هي الأقدم في العالم وما تزال واحدة من أكثر وجهات الجذب السياحيِّ للعائلات شعبيةً في جميع أوروبا. لقد أعلنت المنطقة كلّها إرثاً ثقافياً عالمياً من قبل منظمة اليونسكو بسبب أهمّيتها التاريخية وأراضيها الفريدة وتأثيث القصر الرائع.

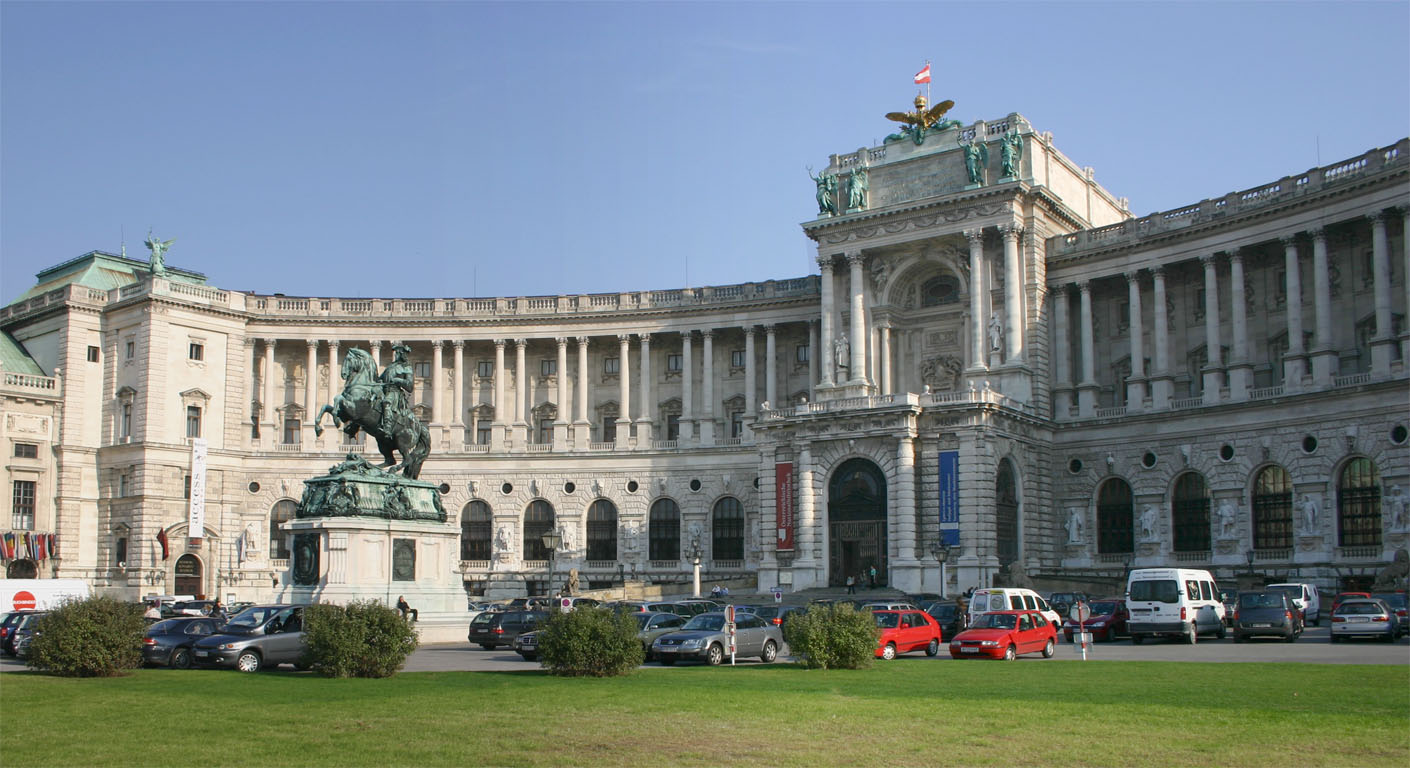
القصر الملكي (الهوفبورغ) في فيينا.

#### القصر الملكي (الهوفبورغ)
يعد القصر الملكي (Imperial Palace/Hofburg) مقر حكم مملكة الهابسبورغ لأكثر من 700 سنة. كان القصر قبل إقامة عائلة الهابسبورغ فيه حتى عام 1918 قلعة تعود إلى القرن الثالث عشر بعد استيلاء الهابسبورغ على الحكم وتوسيع أرجاء إمبراطوريتهم، تم تحويل القلعة إلى مقر بهي. حاليا، الهوفبورغ هو المقر الرسمي لرئيس الجمهورية، ومركز مؤتمرات، وأيضا مقرا لعدد لا يحصى من المجموعات الفنية.

#### مدرسة الفروسية الإمبراطورية
مدرسه الفروسية الإمبراطورية (Riding school) هي المؤسسة الوحيدة – في العالم – التي حافظت على فن الفروسية الأصيل من عصر النهضة
Spanische Hofreitschule في فيينا، هي المؤسسة الوحيدة – في العالم – التي حافظت على فن الفروسية الأصيل من عصر النهضة حتى يومنا هذا، وما زالت ترعاه بعناية. ذكرى لن تـُنسى تقدمها أحصنة الليبتزانر للمتفرجين وهي تتمايل بدقة لامتناهية مع أنغام الموسيقى.

#### كاتدرائية القديس إسطفان(بالألمانية:Stephansdom)‏

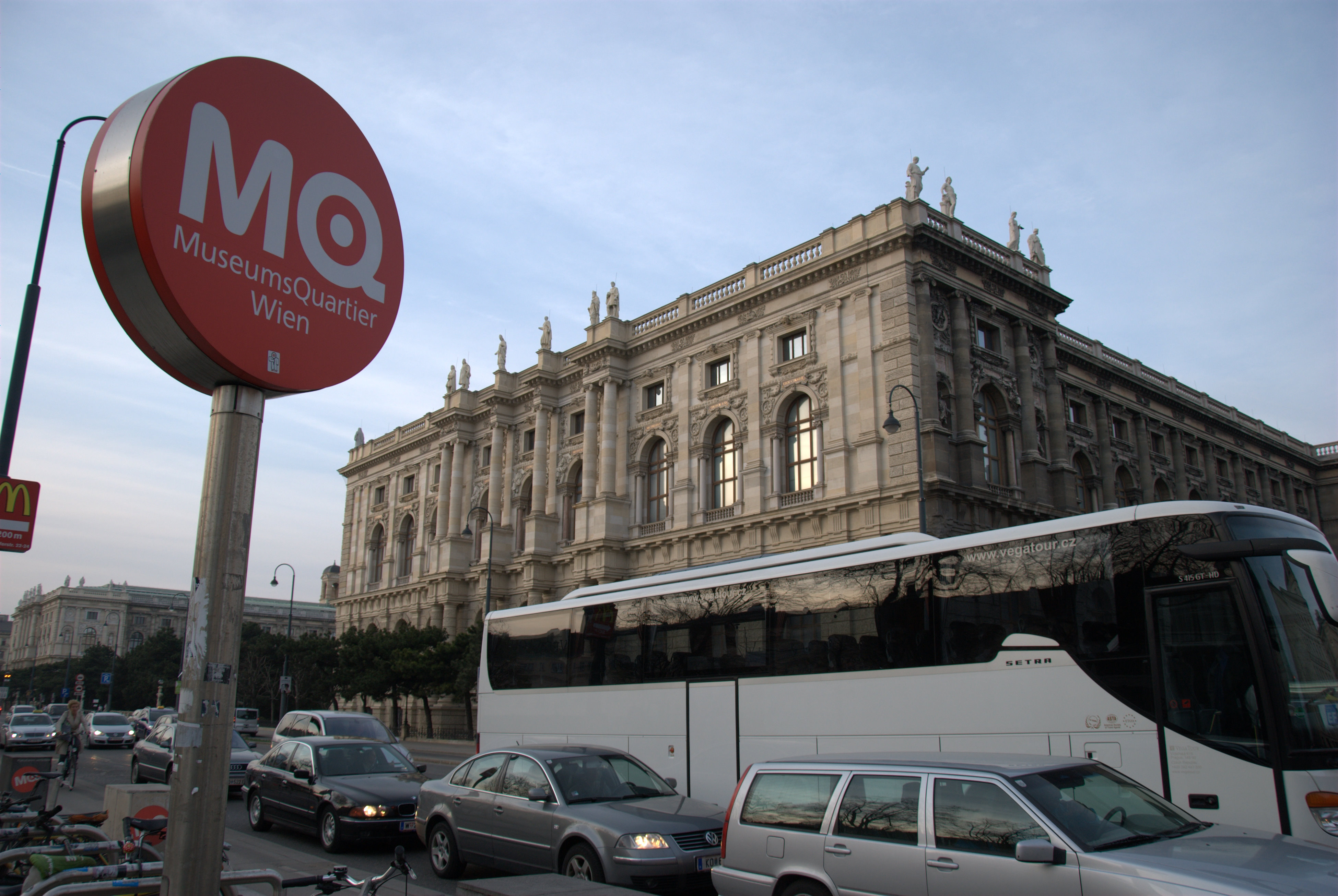
مجمع المتاحف.

تعد كاتدرائية القديس إسطفان (St. Stefan) إحدى أهم معالم فيينا المميزة، وعصر الباروك ممثلًا بالهوفبورغ وقبـّته الفارهة. يعتبر مركز مدينة فيينا أو وسطها من أجمل مواقع أوروبا التاريخية. كذلك من حيث فن العمارة، إذ تطبعت واجهة المقر السابق لقياصرة الهابسبورغ بطابع ثلاث حقب تاريخية: العصور الوسطى ممثلة في كاتدرائية القديس إسطفان (Stephansdom) القوطية التي تعد إحدى أهم معالم فيينا المميزة، وعصر الباروك ممثلاً بالهوفبورغ وقبـّته الفارهة، وعصر نهاية القرن التاسع عشر الذي تم فيه تحويل شارع الرينغ الدائري من سور للمدينة إلى مبانٍ ضخمةٌ جميعها تعتبر تحف فنية معمارية، كمبنى الأوبرا ومتحف تاريخ الفن.

#### متحف الألبرتينا
متحف يقع في فيينا عاصمة النمسا. ويضم بين معروضاته ومقتنياته واحدة من أهم مجموعات الرسوم في العالم، ففيه واحدة من أكبر وأهم غرف المطبوعات (بالإنجليزية: print rooms)‏ في العالم مع ما يقرب من 65,000 لوحة من اللوحات الفنية، بالإضافة إلى الأعمال التخطيطية الحديثة، وصور، ورسومات معمارية. كما يضم المتحف معارض مؤقتة.

### أماكن التسوق

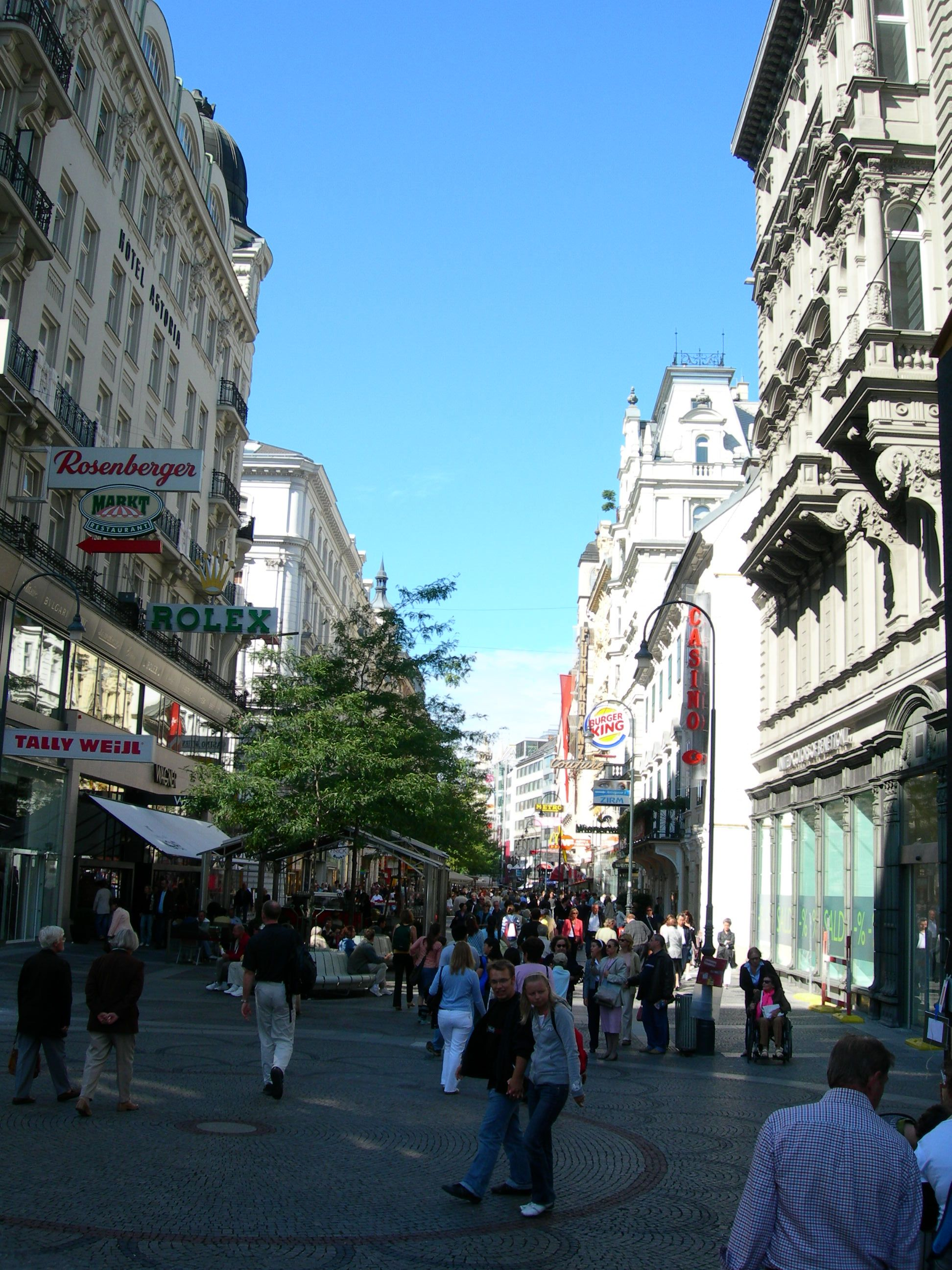
كارنتنر شتراسه فيينا.

تمتد شوارع التسوق الرئيسية في وسط البلد في ما يعرف لدى السياح بالـ U الذهبية، وتمتد من قصر هوفبورغ وكولماركت، مروراً بشارع غرابن (بالألمانية: Graben)‏، وصولا إلى شارع كيرنتنير (بالألمانية: Kärntner Strasse)‏ وفيها متاجر لأهم العلامات التجارية النمساوية والعالمية في مجال الأزياء والحلي، كم يوجد فيها بيت المزايدات الذي يدعى الدوروتيوم (بالألمانية: Dorotheum)‏.

### مجمع المتاحف
يضم مجمع المتاحف (بالألمانية: MuseumsQuartier)‏ أعمال وتحف من الفن الحديث والمعاصر عندما يزورون مجمع المتاحف الذي ينتمي إلى أكبر عشر مساحات ثقافية في العالم، ومن المتاحف التي يضمها المتحف نذكر كمتحفَي ليوبولد والموموك. حيث تختلط في هذا الحي مباني طراز الباروك مع فن العمارة الحديثة مشكلين بذلك صورة فنية خلابة. يحتوي حي المتاحف أيضا على مطاعم ومتاجر للهدايا التذكارية.

### قصر بيلفيدير
(بالألمانية:Belvedere Palast) يضمُّ قصر بيلفيدير اللوحة الأسطورية المسماة «القبلة» للرسام غوستاف كليمت وكذلك أعمال فنية كبيرة لشيلي وكوكوشكا. بُنيَ مجمع القصر الباروكي الفخم وحدائقه الواسعة من أجل الأمير يوجين من سافوي (1663-1736) الذي كان جنرالاًناجحاً وخبيرًا بالفنون، وباعتبار القصر المقر الصيفي الخاص به- فهو في ذلك الوقت كان لايزال خارج بوابات المدينة.
تتألفُ هذه التحفة المعمارية الباروكية من قصرين (قصر بيلفيدير العلوي وبيلفيدير السفلي) الذين يضمان اليوم الفنون النمساوية من العصور الوسطى وحتى يومنا هذا، بإمكانك أيضاً زيارة أجنحة الأمير يوجين والغرف الرسمية. وتنعكسُ روعة إقطاعية مالك القصر الأرستقراطي في قاعة الغروتيسك، قاعة الرخام، والغرفة الذهبية. إذْ تقام معارضٌ خاصة مثيرة للاهتمام في قصر بيلفيدير السفلي ومشتل البرتقال.

### قصر الشونبرون
يعتبر قصر الشونبرون (Schönnbrunn Palace) المقر الصيفي السابق لعائلة القيصر النمساوية من أجمل قصور الباروك في أوروبا. كانت عائلة الهابسبورغ تمضي معظم أيام السنة في الشقق الفخمة داخل القصر إلى جانب غرف التشريفات الخاصة بكبار الضيوف، يندرج كذلك قصر الشونبرون ضمن لائحة اليونسكو للتراث العالمي. يحتوي القصر على 1441 غرفة، حيث بالإمكان زيارة 45 منها. الديكور الداخلي ما زال محافظا على أسلوب الروكوكو (مساحات بيضاء مع زينة من أوراق الذهب من عيار 14 قيراطاً).

### متحف التاريخ العسكري
متحف تابع للقوات المسلحة النمساوية، في الفترة الملكية في خمسينيات القرن التاسع عشر، ويوثق تاريخ الشؤون العسكرية النمساوية من خلال مجموعة واسعة من القاعات التي تشمل الأسلحة، الدروع، الدبابات، الطائرات، الأزياء، الأعلام، اللوحات، الميداليات وشارات الشرف، الصور، نماذج عن البوارج البحرية، والوثائق. على الرغم من أن المتحف مملوك من قبل الحكومة الفيدرالية في فيينا، إلا أنه ليس تابعًا للمتاحف الفيدرالية، بل تدار شؤونه بصفته وكالة تتبع وزارة الدفاع مباشرة.
مبنى المتحف من تصميم المهندس المعماري الدنماركي ثيوفيل هانسن [الإنجليزية]، ويقع في مجمع دار الصناعة أو الأرسينال [الإنجليزية] (بالألمانية: Arsenal)‏ ويحمل المبنى رقم 18 فيه. والأرسينال مجمع عسكري ضخم شيد في أعقاب ثورة 1848/49في السنوات الأولى من عهد القيصر فرانز جوزيف الأول.

### مدينة براتر الترفيهية
تضم مدينة براتر الترفيهية (Prater Amusement Park) على 250 وسيلة ترفيهية للاستمتاع تتمدُّ من الدوّارات والتي تعيد الحنين للأوقات الماضية وحتى قطار الملاهي الفائق الحداثة. الشعار هو المرح والاستمتاع، وتتنوع بين حلبات أوتو دروم وحتى لعبة رمي الكرة وأكشاك الرماية ومن الركوب على الأفعوانية (رولر كوستر) وقطارات الأشباح حتى ركوب قمر الطائرة الخيالي. يستمتع الأطفال بشكل خاصٍ الدوّارات والعرض المسرحي لدمية بنش وجودي وقطار المغارة لفيينا القديم وبالأكثر من ذلك بكثير. يتممُ هذا البرنامج الترفيهي المتنوع بواسطة أكثر من ستين مقهىً ومطعماً وأكشاكاً لبيع الوجبات الخفيفة والآيس كريم، يدعو سكان فيينا هذا القسم من مدينة براتر الترفيهية بـ«ورستل براتر» (حرفياً: تعني مهرج براتر، وهو ما يقابلُ مدينة ترفيهية قديمة الطراز).

#### دولاب الملاهي العملاق في مدينة براتر الترفيهية
إنَّ ريزن راد (Riesenrad) - دولاب الملاهي العملاق في مدينة براتر الترفيهية (Prater Giant Ferris Wheel) -هو دولاب ملاهي عملاقٌ بني في عام 1896/1897 ويوفر منذ ذلك الوقت إطلالة على المدينة من ارتفاع 200 قدم، إنَّه يعمل على مدار السنة وهو أحد أكثر أماكن الجذب السياحي المُتردد عليه في عاصمة نهر الدانوب. يقدم ريزن راد عالم ملئ بالمغامرات الجذابة: فعند المدخل يروي «مسرح بانوراما» تاريخَ دولاب الملاهي التذكاري ومدينة فيينا والمجهز بتركيبات ألكترونية فنية تشعرك بالحنين إلى الماضي. أُعيد تصميم ساحة دولاب ملاهي فيريس في عام 2008، وفي يومنا هذا، فمدخل مدينة براتر الترفيهية هذا هو عالم موضوعه الحنين حافلٌ بذكريات حديقة براتر في عام 1900. تعود الحياة إلى القصص الخرافية والأساطير في الـ «ميراكيولم» عند ساحة دولاب ملاهي فيريس. يُجتذبُ الزوار للدخول إلى «عالم السحر» بواسطة أعمال سحرية أخّاذة، وتنقلُهم أحدثُ التكنولوجيا مباشرةً إلى وسط الفعاليات، وتجعلهم جزءاً من العرض الآسر، إنّه مسرح السحر الأول في فيينا والذي يتمم عالم السحر.

#### متحف مدام توسو في فيينا
افتتح مدام توسو (Madame Tussauds) في فيينا في حديقة ملاهي المدينة براتر في مارس من العام 2011. ويضم مدام توسو فيينا حوالي 70 تمثال شخص شمعي وكلها من النوعية العالية وكأنه ينبض بالحياة، متضمناً أشخاصاً عديدين (جدد) لم يشاهدوا من قبل في متاحف مدام توسو الأخرى. ويضم المتحف تماثيل لبعض شخصيات فيينا مثل أينشتاين وموزارت وستروس مع الأبطال النمساويين المعاصرين مثل حاكم كاليفورنيا أرنولد شوارزنيجر وسائق السباق نيكي لودا ونجم البوب فالكو. بالإضافة إلى الشخصيات الدولية كتنوعات مثل الرئيس أوباما وديفيد بكهام وبراد بيت.
الجدير بالذكر أنه لا يوجد أي قضبان أو حبال أو حواجز حول الأشخاص (التماثيل الشمعية) ويمكن للزائرين أن يلتقطوا الصور معهم.

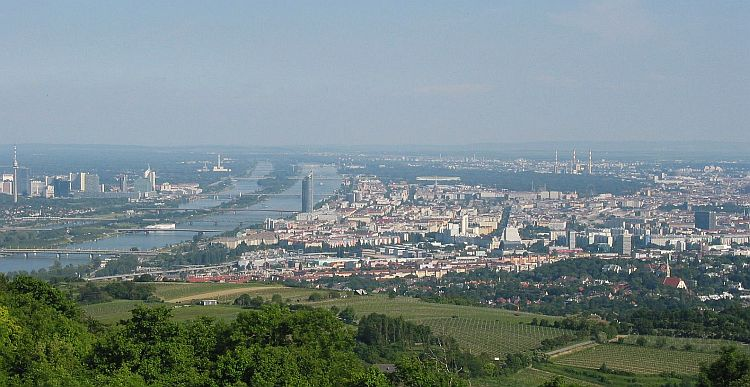
جزيرة الدانوب، فاصلة الدانوب الجديد (اليسار) من الدانوب (اليمين)

### رحلات على الدانوب
هناك العديد من النشاطات التي يمكن القيام بها من خلال رحلة على الدانوب:
1. رحلات نهرية مع تناول العشاء على متن القارب: يمكن القيام بنزهة على القارب النهري (Hundertwasser MS Vindobona) في الفترة من شهر أبريل حتى شهر أكتوبر - حيث تضم الجولة دار الفنون (KunstHaus) بفيينا. كم يمكن تناول العشاء على متن أي من سفن الرحلات السياحية وذلك في الفترة من يونيو حتى أغسطس: الجمعة والسبت.
2. الدانوب القديم: محاط بالعديد من الحدائق، أماكن للتشميس، مطاعم بشرفات مطلة على النهر وطرق مخصصة للمشاة وقائدي الدراجات الهوائية - في الصيف، يعد المكان كذلك وجهة رئيسية للسباحين، الجدافين ولقائدي القوارب الشراعية والبحارة، أما في الشتاء فيصبح المكان الأمثل للتزحلق على الجليد، أنت تختار - مع توفر ثلاثة مدارس لتعليم الرياضات المائية والعديد من أماكن تأجير المعدات والقوارب الشراعية
3. جزيرة الدانوب: تضم جزيرة الدانوب (Donauinsel) على 21 كيلومتر من الشواطئ الرملية والحصوية والعشبية، وخلجان السباحة. يجتمع سنوياً ما يقرب الثلاثة ملايين من الزوار الشباب في مهرجان جزيرة الدانوب الذي يعد الأكبر من نوعه في أوروبا. ليس هذا وحده ما يميز الجزيرة، فهي تحتوي على أماكن مخصصة للعب الكرة وأماكن لاستئجار معدات الرياضات المائية وهناك طرق مائية خاصة للتزحلق على المياه وللمراكب الشراعية والبارات والمطاعم والمقاهي في «الكوبا كاجرانا»، وهنالك حفلات الشواء في الطبيعة والاسترخاء.

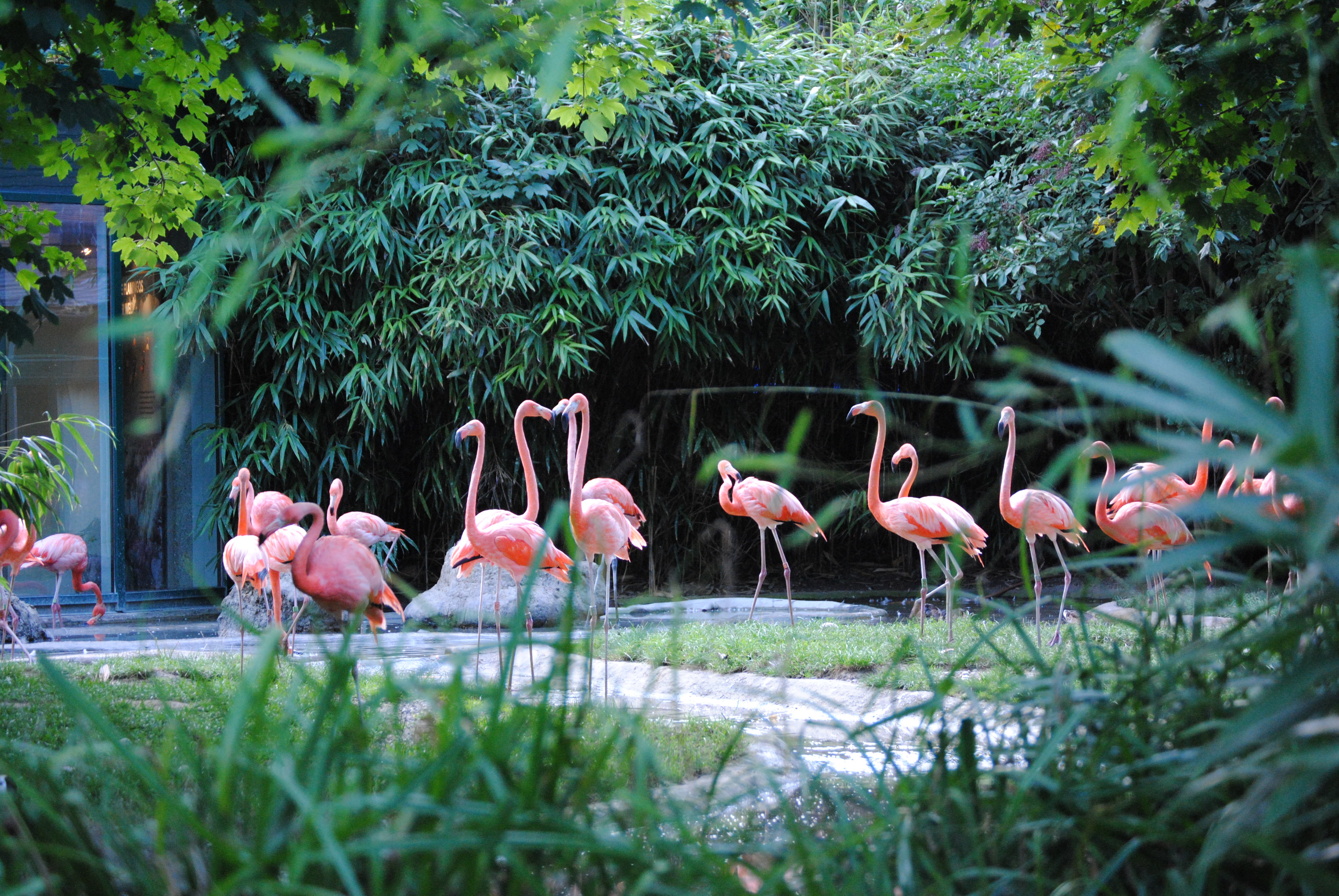
طيور الفلامينغو في حديقة حيوان شونبرون

### حديقة الحيوانات شونبرون
تعتبر حديقة حيوان شونبرون أقدم حديقة حيوانات بالعالم (أكثر من 250 عام). تطورت عبر الزمن وأصبحت من أحدث الحدائق. وتضم أكثر من 600 حيوان مهدد بالانقراض وجد بيته هنا وجد المكان المناسب للمعيشة. ومن الحيوانات الموجودة اثنان من حيوانات وحيد القرن، زوج من دببة الباندا، بيت الكوالا، وعرين الأسود، ومن المعالم الأخرى البيت المكسيكي، حوض المياه والكائنات المائية والأسماك والطحالب والشعب المرجانية، بيت الزواحف، بيت البطريق وبيت القردة الاورانجوتانز الجديد، كما يمكن زيارة جزء الغابات الممطرة في الحديقة مع سلالة الفلورا والفاونا النادرة من جزيرة بورنيو المشهورة بحيواناتها النادرة.

### بطاقة فيينا السياحية
تتيح بطاقة فيينا السياحية (Wien Card) للزوار فرصة الاستفادة من 210 عرض خصومات. وتشمل خصومات في المتاحف والمسارح والعروض والمحال التجارية والمقاهي والمطاعم وبيوت النبيذ الشعبي وغيرها. تتوفر البطاقة في الفنادق ومراكز استعلام السياح في البرتينا بلاتس (Albertinaplatz) يومياً من الساعة التاسعة صباحاً وحتى الساعة السابعة مساء. كما تتوفر في مكاتب الاستعلامات الخاصة بنظام المواصلات العامة، مثلا محطات شتيفانبلاتز (Stephansplatz)، كارلسبلاتز (Karlsplatz)، فيستبانهوف (Westbahnhof)، لاندشتراسه- فيينا ميته (Landstrasse/Wien Mitte).

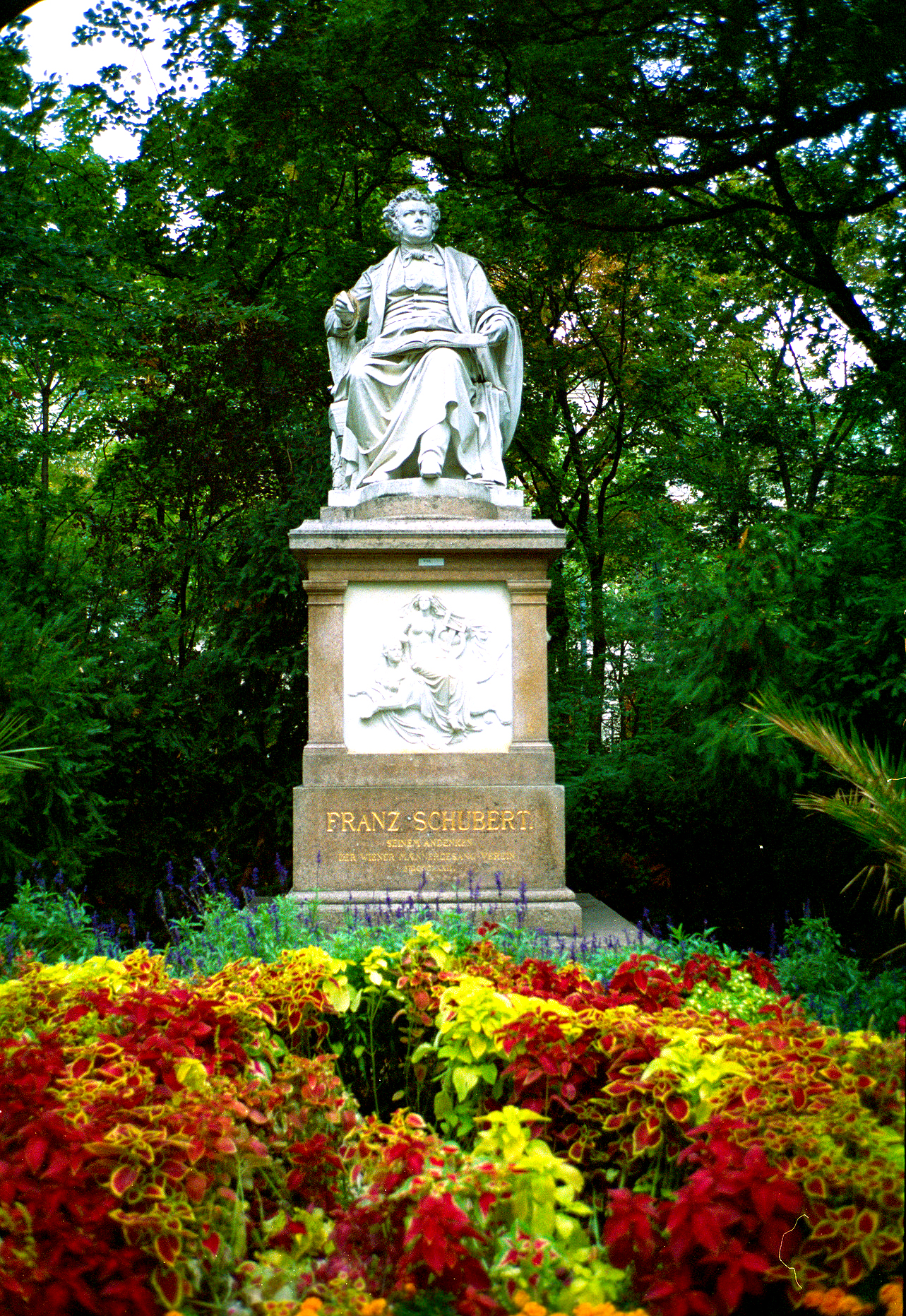
تمثال فرانز شوبيرت في شتاد بارك

### المقاهي التقليدية في فيننا

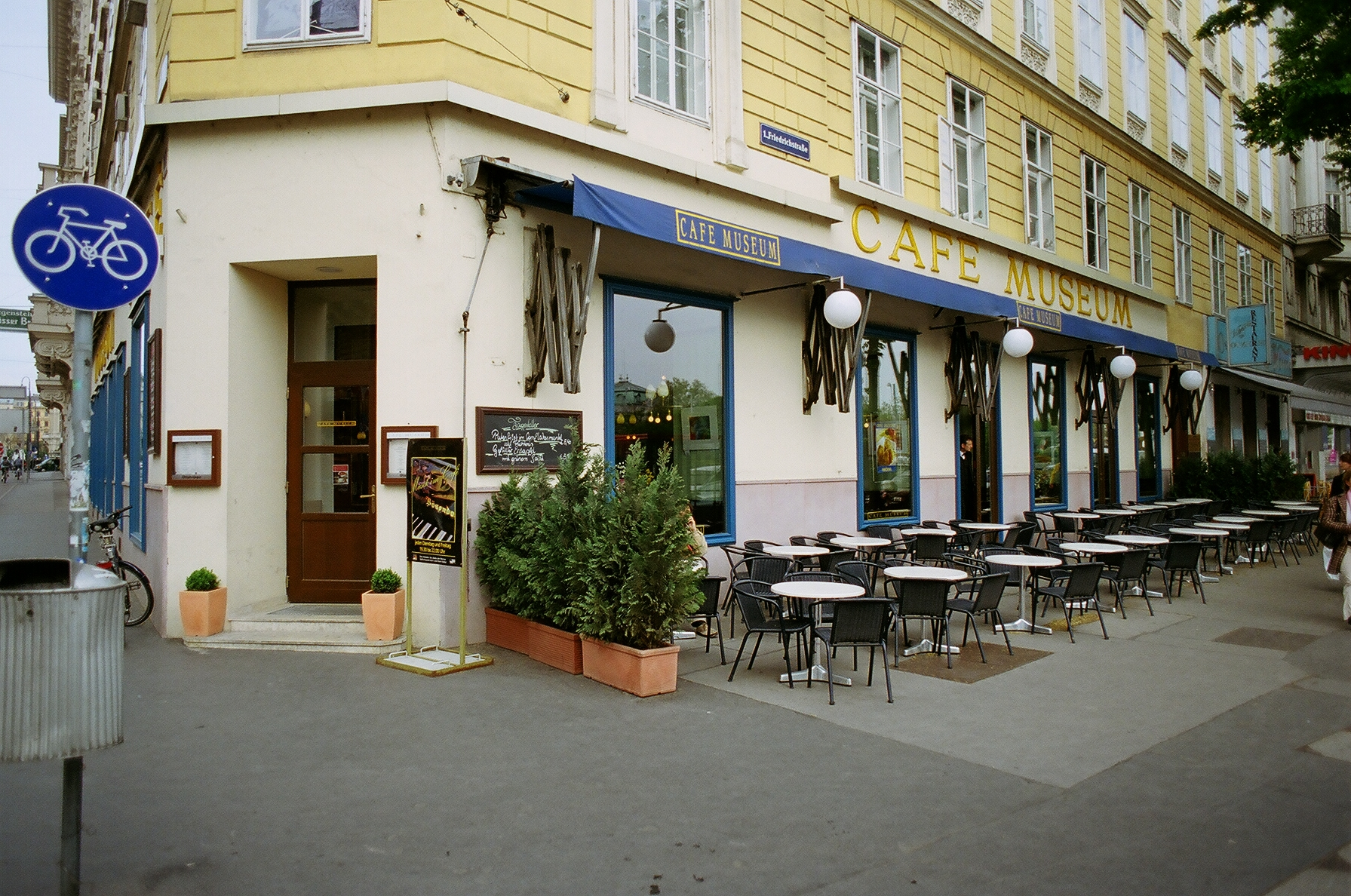
مقهى المتحف في فيينا

بعد هزيمة الجيش التركي في أثناء الحصار الثاني لـ فيينا في القرن السابع عشر قام الاتحاد النمساوي والقوات البولندية بالاستيلاء على الخيام المهجورة. من بين الأشياء الثمينة التي وجدوها صندوقاً من حبوب البن السوداء ذات الطعم المر. إن الشراب الغامق الذي حضّره الأتراك من حبوب البن أحدثت ضجة كبيرة في الأوساط الأرستقراطية في فيينا. تأسست أول المقاهي الغربية بعد ذلك بوقت قصير في فيينا والبندقية ووارسو التي أصبحت بعدئذ من أهم مراكز تطوير ثقافة البن. تمتلك مدينة فيينا وحدها أكثر من 800 مؤسسة للقهوة! وهنالك حوالي 100 من تلك المقاهي التقليدية يرتدي فيها النوادل لباسهم الخاص، والأرضيات الخشبية، والطاولات الرخامية، والكراسي الفخمة.
وخلافا لبعض المقاهي التقليدية في جميع أنحاء العالم، فإنه من الطبيعي تماما بالنسبة للزبون وحده التريث والبقاء لعدة ساعات والاطلاع على الصحيفة المنتشرة في كل مكان مع ارتشاف القهوة. بينما نادل المقهى يتوجب عليه خدمة الزبون بتقديم كوب من الماء البارد من الصنبور، وخلال الإقامة الطويلة له سيقدم لك ماء باستمرار بدون طلب، على اعتبار أنك ضيف بحيث يجب أن تشعر بأنه مرحب بك دوماً ولايتوجب الضغط عليك للمغادرة ليأتي زبون آخر. على الرغم من أنه مشهود لهم بالاجتماعات الأدبية والفنية- وغالبا ما يكون مكان اجتماع من أجل كتّاب اليوم- فإن مقاهي فييناهي مزيج انتقائي، كل واحد يجذب زبائنه بطرقه الخاصة لشريحة طلاب الفنون، إلى السياسيين وكذلك السياح. وبينما الزوار بإمكانهم انتقاء المقهى المفضل من خلال النظر من نوافذ بعضها، فإن لائحة القهوة حافظت على ـ الموكا، القوية، السوداء والقليلة، والكابوزينر، الكبيرة والسوداء مع قليل من الحليب، والإنسبينير، الموكا مع الكريما المقشودة، والقهوة التركية، الغير مفلترة، القوية والقليلة.

### مقبرة فيينا المركزية(بالألمانية: Wiener Zentralfriedhof)
هي مقبرة تقع (خلافًا لما قد يوحي به الاسم) على أطراف فيينا في حيها الحادي عشر، وتعد واحدة أكبر المقابر في العالم، وأكبر مقابر أوروبا من حيث عدد المدفونين فيها. افتُتحت المقبرة في يوم عيد جميع القديسين (1 نوفمبر) من سنة 1874، ولم يقتصر الدفن فيها على طائفة دينية دون أخرى. تضم المقبرة رفات العديد من المشاهير نقل بعضهم من من مقابر متفرقة في المدينة، ومنهم موسيقيون كبار مثل سالييري وبيتهوفن وشوبرت وعدد من الشخصيات التاريخية، وتقدم المقبرة المقبرة شواهد على نهايات الحقبة الامبراطورية وتاريخ النمسا الحديث من مشاهير وأحداث تاريخية، فإلى جانب كبار المشاهير تضم المقبرة رفات قتلى الحربين العالميتين والثورات التي شهدتها النمسا، إضافة إلى ضحايا الإعدامات التي قام بها النازيون، وتشتمل كذلك على جزء يهودي أسس عام 1877 يضم رفات أبناء الجالية اليهودية التي كانت كبيرة في ذلك الحين، وجزء إسلامي صغير افتتح عام 1890.

## الاقتصاد
فيينا هي المدينة الصناعية الرئيسية في النمسا. تنتج مصانعها المواد الكيميائية، والملابس والمنتجات الجلدية، والأدوية، وأجهزة المذياع والتلفاز.
تمتلك المدينة نظاما ممتازا من المواصلات العامة يشتمل على حافلات الترام والقطارات المُعلقة ومترو الأنفاق، والحافلات. ويُفضل معظم الناس استخدام وسائل المواصلات العامة على سياراتهم الخاصة في داخل المدينة.

## السكان

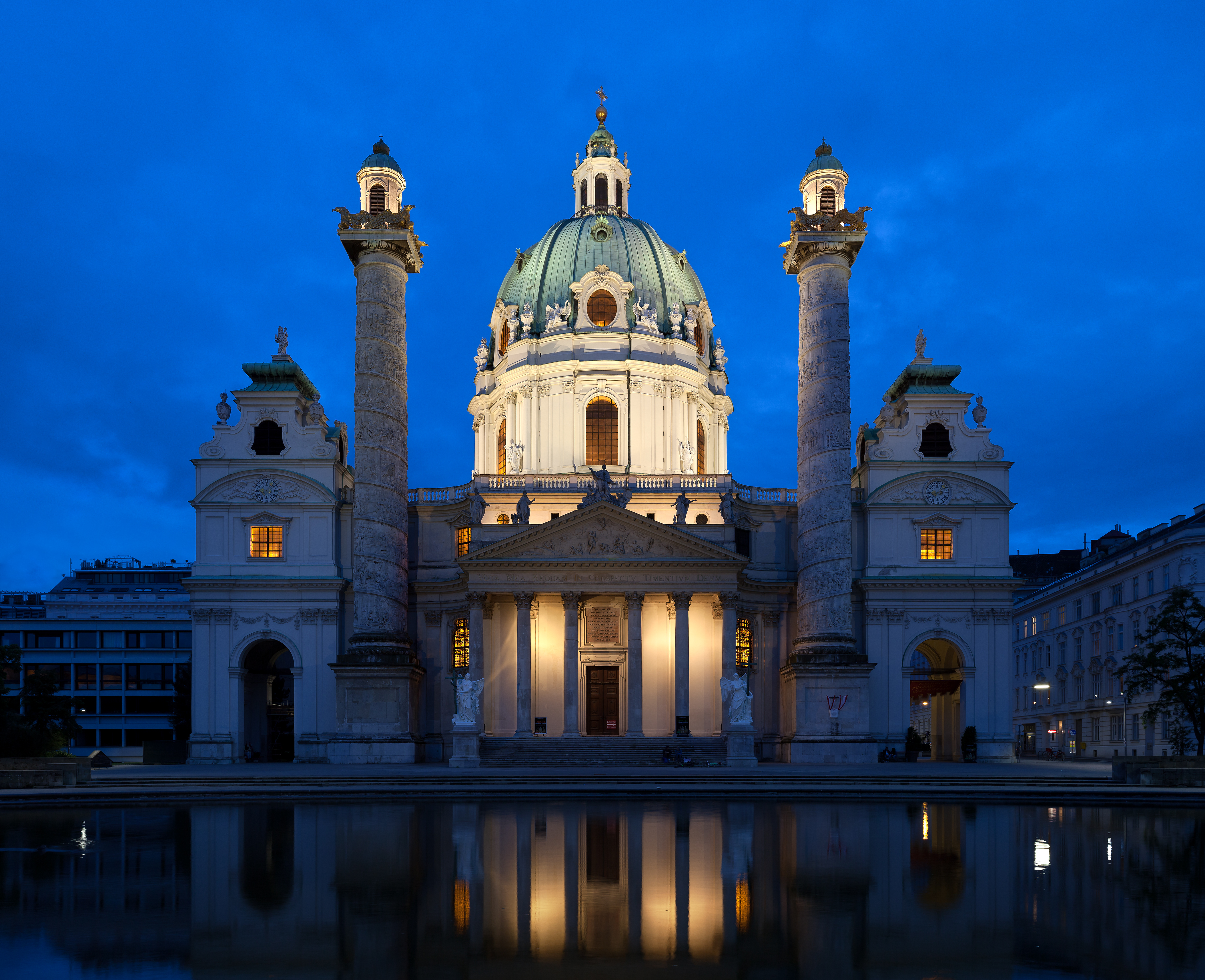
كارلسكيرش في فيينا، النمسا

معظم سكان فيينا نمساويون يتكلمون اللغة الألمانية. كما يعيش فيها عدد من التشيكيين والمجريين، ولكن معظمهم يتكلمون اللغة الألمانية إضافة إلى لغاتهم القومية. يلبس سكان فيينا أزياء شعبية في مناسبات خاصة.
يعكس الطعام في فيينا اختلاط القوميات في المدينة. وكثير من الناس يحبون شرب القهوة وأكل الفطائر الشهية في دكاكين الفطائر التي تُدعى كوند تورين.كثير من سكان فيينا يستأجرون شققاً في مبان تتكون من أربعة أو خمسة طوابق. وبعض الأسر في الضواحي تمتلك بيوتاً، وقد بنت المدينة شققاً لتحل محل المساكن التي دمرت في الحرب العالمية الثانية، ولكن مشكلة النقص في المساكن لم تزل قائمة.

## التعليم والحياة الثقافية
فيينا موطن مؤسسات الفنون الجميلة المشهورة في التعليم العالي. تشتمل هذه المؤسسات على أكاديمية الفنون الجميلة، وأكاديمية الموسيقى، والجامعة الفنية، وجامعة فيينا التي تأسست عام 1365. اشتهرت فيينا منذ وقت طويل بمتاحفها المتميزة وصالات فنها، بما في ذلك ألبيرتينا، ومتحف تاريخ الفن، وتشتمل على مكتبات متعددة بما في ذلك المكتبة الوطنية التي تأسست عام 1526. تُعقد الأمسيات الموسيقية في دور الأوبرا في ميوزييك فيرين، ودار الأوبرا الحكومية فولك سوبر. ويؤدي كورس أولاد فيينا المشهور الغناء كل يوم أحد في الهوف بيرج كابيلي، إحدى كنائس المدينة.

فيينا صورة بانورامية

تشمل المسارح الرئيسية مسرح بيرج الذي تدعمه الحكومة النمساوية مالياً، ومسرح جوزيف اشتات. عاش في فيينا عدد من مشاهير المؤلفين والعلماء والكُتاب. مثل لودفيج فان بيتهوفن، ويوهانس برامز، وجوزيف هايدن، وفولفغانغ أماديوس موتسارت، وفرانز بيتر شوبرت، ويوهان شتراوس. وقد اتخذوا من فيينا مسكنًا لهم.
وقد تم اختيار مركز المدينة من قبل منظمة اليونسكو ضمن مواقع التراث العالمي. وبصرف النظر عن التاريخ والثقافة والموسيقى والهندسة المعمارية والبنية التحتية الحديثة، فإن فيينا تفتخر دائما أنها تُعدّ واحدة من المدن الأكثر خضرة في العالم، إذ أن الغطاء الأخضر والغابات يشغل نحو نصف مجموع أراضيها.
كما أنها من بين عدد قليل من المدن التي ما زالت تستضيف الحفلات الباذخة بتقاليد القرن التاسع عشر.
فيينا تحافظ على صدارتها للمرة الثانية كأفضل مدينة في العالم بجودة مستويات المعيشة لسنة 2012
وفقاً لتصنيفات وإحصائيات مؤسسة «ميرسـر» الدولية لقياس جـودة مسـتويات المعيشة في مدن العالم لسنة 2012 (The international Mercer study) فقد حافـظت عاصمة النمسـا «فيينا» على صدارتها كأفضل مدينة في العالم من حيث جودة مستويات المعيشة من بين 215 مدينة عالمية. وحلـّت العاصمة النمساوية بالمركز الأول عالمياً للمرة الثانية.
كما أكـّـدت إحصائيات «ميرسر» أن فيينا ما زالت تقدم أفضل مستوى معيشة للمغتربين في العالم. حيث صرّح نوربيرت كيتنير رئيس مجلس السياحة في فيينا قائلاً:«أكـّدت الدراسات المستقلة التي سلـّطت الضوء على جودة مستويات المعيشة في هذه المدينة العالمية، بأنها استطاعت المحافظة بالفعل على مستواها العالمي، كما أنّ الوصول مرة ثانية إلى هذا المركز والمحافظة عليه لهذا العام 2012 هو شرف ووسام كبير نعتزُّ به».

## وصلات خارجية
- Wien.gv.at – Official site of the municipality, with interactive map.
- Wien.info – Official site of the tourism board: events, sightseeing, cultural information, etc.
- List of Embassies in Vienna